# Three Sides Live
Three Sides Live is een album van de Engelse band Genesis. Het album werd uitgebracht in 1982 en werd uitgegeven als een dubbel-LP, waarvan de drie eerste kanten live opnames bevatten van de tour uit 1981, en de vierde kant studioopnames (tracks 11-15). In het Verenigd Koninkrijk werd het album onder dezelfde titel uitgegeven, echter met alleen live-opnames. De live-opnames op de vierde kant van de dubbel-LP dateren uit 1976, 1978 en 1980.
De nieuwe nummers werden in 1979 opgenomen in Polar Studios, Stockholm en in 1981 in The Farm, Surrey.

## Tracks
| Nr. | Titel                                          | Duur  |
| --- | ---------------------------------------------- | ----- |
| 1.  | Turn It On Again                               | 5:01  |
| 2.  | Dodo                                           | 7:19  |
| 3.  | Abacab                                         | 8:41  |
| 4.  | Behind The Lines                               | 5:25  |
| 5.  | Duchess                                        | 6:33  |
| 6.  | Me And Sarah Jane                              | 5:53  |
| 7.  | Follow You Follow Me                           | 4:36  |
| 8.  | Misunderstanding                               | 3:55  |
| 9.  | In The Cage / Medley: Cinema Show / Slippermen | 7:45  |
| 10. | Afterglow                                      | 8:34  |
| 11. | One for the Vine                               | 11:04 |
| 12. | The Fountain of Salmacis                       | 8:37  |
| 13. | It/Watcher of the Skies                        | 7:03  |

| Nr. | Titel                                          | Duur |
| --- | ---------------------------------------------- | ---- |
| 1.  | Turn It On Again                               | 5:01 |
| 2.  | Dodo                                           | 7:19 |
| 3.  | Abacab                                         | 8:41 |
| 4.  | Behind The Lines                               | 5:25 |
| 5.  | Duchess                                        | 6:33 |
| 6.  | Me And Sarah Jane                              | 5:53 |
| 7.  | Follow You Follow Me                           | 4:36 |
| 8.  | Misunderstanding                               | 3:55 |
| 9.  | In The Cage / Medley: Cinema Show / Slippermen | 7:45 |
| 10. | Afterglow                                      | 8:34 |
| 11. | Paperlate                                      | 3:20 |
| 12. | You Might Recall                               | 5:31 |
| 13. | Me And Virgil                                  | 6:20 |
| 14. | Evidence Of Autumn                             | 4:57 |
| 15. | Open Door                                      | 4:06 |

## Bezetting
- Tony Banks : keyboards, zang
- Mike Rutherford : gitaar, basgitaar, zang
- Phil Collins : zang, drums
- Daryl Stuermer : gitaar, basgitaar (op de live opnames)
- Chester Thompson : drums (op de live opnames)

From Genesis to Revelation · Trespass · Nursery Cryme · Foxtrot · Live · Selling England by the Pound · The Lamb Lies Down on Broadway · A Trick of the Tail · Wind & Wuthering · Seconds Out · ...And then there were three... · Duke · Abacab · Three Sides Live · Genesis · Invisible Touch · We Can't Dance ·  The way we walk volume one, the shorts · The way we walk volume two, the longs · Calling All Stations · Turn It On Again · Genesis Live over Europe